# Bors, Canton de Montmoreau-Saint-Cybard
Bors (Canton de Montmoreau-Saint-Cybard) är en kommun i departementet Charente i regionen Nouvelle-Aquitaine i västra Frankrike. Kommunen ligger  i kantonen Montmoreau-Saint-Cybard som ligger i arrondissementet Angoulême. År 2022 hade Bors (Canton de Montmoreau-Saint-Cybard) 227 invånare.

## Befolkningsutveckling
Antalet invånare i kommunen Bors (Canton de Montmoreau-Saint-Cybard)
Referens:INSEE